# 池田史
池田 史（いけだ ふみ、1975年9月21日 - ）は、フリーアナウンサー。熊本県山鹿市出身。血液型はA型。

## 人物
- 西南学院大学経済学部を卒業。
  - 入学後アナウンスメント研究会に所属。学園祭イベントの司会を務める。
- 1998年4月にFBS福岡放送に入社。「めんたいワイド」の3代目MCとして活躍した。
- 結婚を機に2005年3月末に退職。しかしその後しばらく「めんたいワイド」18時台のニュースを担当。
- 現在はフリー。主にテレビ西日本の「土曜NEWSファイル CUBE」でリポーターを務めるほか、「めんたいワイド」で共演した川上泰生が主宰する「カワカミスクール」でアナウンス技術の指導にあたる。

## 担当番組

### 現在
- 土曜NEWSファイル CUBEリポーター（テレビ西日本　土曜10:30〜11:45）

### FBS時代
- FBSニュース
- めんたいワイド
- Dr.クラナガン
- 夢空間スポーツ